# سونکه مورینگ
سونکه مورینگ (به آلمانی: Sönke Möhring) (زاده ۱۲ اکتبر ۱۹۷۲)، بازیگر آلمانی است.از فیلم‌های معروف او می‌توان به بازی در فیلم حرامزاده‌های لعنتی، هیندنبورگ و غیرممکن اشاره کرد.